# Posušje
Posušje är en kommun i Bosnien och Hercegovina.   Den ligger i entiteten Federationen Bosnien och Hercegovina, i den södra delen av landet, 90 km väster om huvudstaden Sarajevo. Antalet invånare är 16 049. Arean är 461 kvadratkilometer.